# Francisco José Meira
Francisco José Meira (? — ?) foi um político brasileiro.
Foi vice-presidente da província da Paraíba, tendo assumido a presidência interinamente por sete vezes, de 21 de março a 6 de agosto de 1830, de 14 de agosto de 1831 a 16 de janeiro de 1832, de 18 de setembro a 29 de outubro de 1832, de 24 de dezembro de 1832 a 16 de março de 1833, de 19 de novembro de 1833 a 7 de janeiro de 1834, de 10 de setembro de 1835 a 1 de fevereiro de 1836, e de 18 de abril a 20 de maio de 1836.